# Liga Premier de Azerbaiyán 2019-20
La Premier League de Azerbaiyán 2019-20 fue la 28 temporada de la Premier League de Azerbaiyán. La temporada comenzó el 16 de agosto de 2019 y finalizó el 19 de junio de 2020. Qarabağ obtuvo su octavo título de liga en su historia y alcanzó al Neftçi Baku.
El 19 de junio de 2020, la AFFA, anunció que la temporada se terminó oficialmente debido a la situación que atraviesa Azerbaiyán por la Pandemia por COVID-19. Como resultado Qarabağ se coronó campeón y clasificó a la Liga de Campeones y Neftçi Baku, Keshla y Sumgayit clasificaron a la Liga Europa.

## Formato
Los ocho equipos participantes jugaran entre sí todos contra todos cuatro veces totalizando 28 partidos cada uno, al término de la fecha 28 el primer clasificado obtendrá un cupo para la primera ronda de la Liga de Campeones 2020-21, mientras que el segundo, tercer y cuarto clasificado obtuvieron un cupo para la primera ronda de la Liga Europa 2020-21.

## Equipos participantes
| Equipo      | Ciudad   | Estadio                            | Capacidad |
| ----------- | -------- | ---------------------------------- | --------- |
| Gabala      | Qabala   | Gabala City Stadium                | 2.000     |
| Keshla FK   | Bakú     | Inter Arena                        | 8.125     |
| Neftçi Baku | Bakú     | Bakcell Arena                      | 10.500    |
| Qarabağ     | Bakú     | Azersun Arena                      | 5.800     |
| Sabah       | Bakú     | Alinja Arena                       | 13.000    |
| Səbail      | Səbail   | Bayil Stadium                      | 5.000     |
| Sumgayit    | Sumqayit | Kapital Bank Arena                 | 1.500     |
| Zira        | Bakú     | Zira Olympic Sport Complex Stadium | 1.500     |

## Tabla de posiciones
| Pos. | Equipo      | Pts. | PJ | G  | E | P  | GF | GC | Dif. | Clasificación 2020–21                      |
| ---- | ----------- | ---- | -- | -- | - | -- | -- | -- | ---- | ------------------------------------------ |
| 1    | Qarabağ (C) | 45   | 20 | 13 | 6 | 1  | 34 | 7  | +27  | Primera Ronda de Liga de Campeones 2020-21 |
| 2    | Neftçi Baku | 37   | 20 | 10 | 7 | 3  | 33 | 14 | +19  | Primera Ronda de Liga Europa 2020-21       |
| 3    | Keshla      | 30   | 20 | 8  | 6 | 6  | 27 | 21 | +6   | Primera Ronda de Liga Europa 2020-21       |
| 4    | Sumgayit    | 23   | 20 | 6  | 5 | 9  | 24 | 32 | −8   | Primera Ronda de Liga Europa 2020-21       |
| 5    | Zira        | 23   | 20 | 6  | 5 | 9  | 25 | 37 | −12  |                                            |
| 6    | Sabah       | 21   | 20 | 5  | 6 | 9  | 19 | 27 | −8   |                                            |
| 7    | Sabail      | 20   | 20 | 5  | 5 | 10 | 16 | 30 | −14  |                                            |
| 8    | Gabala      | 19   | 20 | 5  | 4 | 11 | 26 | 35 | −9   |                                            |

Actualizado a los partidos jugados el 8 de marzo de 2020.
 Fuente: Soccerway

### Evolución de la clasificación
| Jornada / Equipo | 1 | 2 | 3 | 4 | 5 | 6 | 7 | 8 | 9 | 10 | 11 | 12 | 13 | 14 | 15 | 16 | 17 | 18 | 19 | 20 |
| Jornada / Equipo |   |   |   |   |   |   |   |   |   |    |    |    |    |    |    |    |    |    |    |    |
| ---------------- | - | - | - | - | - | - | - | - | - | -- | -- | -- | -- | -- | -- | -- | -- | -- | -- | -- |
| Qarabağ          | 2 | 1 | 1 | 1 | 1 | 1 | 1 | 1 | 1 | 1  | 1  | 1  | 1  | 1  | 1  | 1  | 1  | 1  | 1  | 1  |
| Neftçi Baku      | 5 | 7 | 5 | 5 | 6 | 4 | 3 | 2 | 2 | 2  | 3  | 2  | 2  | 2  | 2  | 2  | 2  | 2  | 2  | 2  |
| Keshla           | 6 | 3 | 2 | 4 | 3 | 2 | 3 | 3 | 3 | 3  | 2  | 3  | 3  | 3  | 3  | 3  | 3  | 3  | 3  | 3  |
| Sumgayit         | 1 | 5 | 6 | 6 | 5 | 6 | 6 | 4 | 4 | 5  | 4  | 4  | 4  | 4  | 5  | 4  | 4  | 4  | 4  | 4  |
| Zira             | 7 | 4 | 4 | 3 | 4 | 5 | 5 | 6 | 6 | 6  | 6  | 5  | 5  | 5  | 4  | 5  | 5  | 6  | 6  | 5  |
| Sabah            | 4 | 6 | 7 | 8 | 8 | 7 | 7 | 7 | 7 | 7  | 7  | 6  | 6  | 6  | 6  | 6  | 6  | 5  | 5  | 6  |
| Sabail           | 3 | 2 | 3 | 2 | 2 | 3 | 4 | 5 | 5 | 4  | 5  | 7  | 8  | 8  | 8  | 7  | 7  | 7  | 7  | 7  |
| Gabala           | 8 | 8 | 8 | 7 | 7 | 8 | 8 | 8 | 8 | 8  | 8  | 8  | 7  | 7  | 7  | 8  | 8  | 8  | 8  | 8  |

### Tabla de resultados cruzados
Los clubes jugarán entre sí en cuatro ocasiones para un total de 28 partidos cada uno.
| Local \ Visitante | GAB | KES | NEF | QAR | SAB | SEB | SUM | ZIR |
| ----------------- | --- | --- | --- | --- | --- | --- | --- | --- |
| Gabala            | —   | 0–4 | 0–3 | 1–1 | 1–2 | 3–0 | 0–2 | 3–0 |
| Inter Baku        | 2–1 | —   | 2–1 | 0–1 | 1–1 | 1–2 | 2–1 | 2–0 |
| Neftçi Baku       | 4–1 | 0–0 | —   | 0–0 | 1–1 | 2–1 | 2–1 | 3–0 |
| Qarabağ           | 3–0 | 2–2 | 2–0 | —   | 2–0 | 1–0 | 2–0 | 1–1 |
| Sabah             | 0–1 | 0–1 | 0–2 | 0–1 | —   | 3–0 | 1–3 | 2–2 |
| Sabail            | 1–1 | 0–0 | 0–0 | 0–4 | 1–3 | —   | 0–2 | 1–0 |
| Sumgayit          | 1–1 | 0–0 | 2–4 | 2–1 | 1–0 | 0–3 | —   | 1–2 |
| Zira              | 1–1 | 3–1 | 1–0 | 1–3 | 1–1 | 4–1 | 2–2 | —   |

| Local \ Visitante | GAB | KES | NEF | QAR | SAB | SEB | SUM | ZIR |
| ----------------- | --- | --- | --- | --- | --- | --- | --- | --- |
| Gabala            | —   | 1–2 | 0–2 | —   | —   | —   | 5–0 | —   |
| Inter Baku        | —   | —   | —   | 0–2 | —   | 0–1 | —   | 4–0 |
| Neftçi Baku       | —   | 3–1 | —   | —   | 4–0 | 1–1 | 1–1 | —   |
| Qarabağ           | —   | —   | 0–0 | —   | 0–0 | —   | 1–0 | —   |
| Sabah             | 3–2 | —   | —   | —   | —   | 0–0 | —   | —   |
| Sabail            | 3–1 | —   | —   | 0–1 | —   | —   | —   | 1–3 |
| Sumgayit          | —   | 2–2 | —   | —   | 1–2 | —   | —   | 2–1 |
| Zira              | 1–2 | —   | —   | 0–6 | 2–0 | —   | —   | —   |

## Goleadores
| Pos. | Jugador                | Club        | Goles |
| ---- | ---------------------- | ----------- | ----- |
| 1    | Mahir Emreli           | Qarabağ     | 7     |
| 1    | Steeven Joseph-Monrose | Neftçi Baku | 7     |
| 1    | Bagaliy Dabo           | Neftçi Baku | 7     |
| 1    | Peyman Babaei          | Sumgayit    | 7     |
| 5    | Lorenzo Frutos         | Keşla       | 6     |
| 5    | Aghabala Ramazanov     | Zira        | 6     |
| 5    | Davit Volkovi          | Zira        | 6     |
| 8    | Mehdi Sharifi          | Sumgayit    | 5     |
| 8    | Magaye Gueye           | Qarabağ     | 5     |
| 8    | Hendrick Ekstein       | Sabail      | 5     |